# Théâtre des Abbesses
Théâtre des Abbesses je divadlo v Paříži. Nachází se na Montmartru v 18. obvodu na ulici Rue des Abbesses. Bylo otevřeno v roce 1996 jako druhá scéna Théâtre de la Ville. Divadlo má rozlohu 2300 m2 a jeho kapacita je 420 míst. Divadlo se vedle běžného dramatu specializuje též na moderní tanec a klasickou hudbu.

## Historie
V roce 1986 byl zahájen projekt na přeměnu bývalého komerčního objektu (řeznictví) na městské divadlo. Projektem byl pověřen belgický architekt Charles Vandenhove ve spolupráci s Jacquesem Sequarisem a Prudentem Wispelaerem. Stavební práce byly zahájeny v roce 1992. Budova je ve stylu postmoderního novoklasicismu inspirovaného 19. stoletím. Budova má čtyři zkoušková a taneční studia, které rovněž využívá Conservatoire à rayonnement régional de Paris.
Divadlo bylo otevřeno 18. listopadu 1996 uvedením opery L'Épouse injustement soupçonnée Jeana Cocteaua.

## Program
Program je přímo spojen s Théâtre de la Ville. Ředitelství podporuje mladé a méně známé choreografy, kteří jsou po dosažení úspěchů zváni na jeviště ve větším divadle. V průměru se v Théâtre des Abbesses odehraje sto představení za rok.